# Tyrawa Solna
Tyrawa Solna is een plaats in het Poolse district  Sanocki, woiwodschap Subkarpaten. De plaats maakt deel uit van de gemeente Sanok en telt 350 inwoners.